# Parc Safa
El Parc Safa o, en anglès, Safa Park (àrab: حديقة الصفا, Ḥadīqat aṣ-Ṣafā, literalment ‘Parc de la Puresa’) és un parc urbà a la ciutat de Dubai, als Emirats Àrabs Units, amb una superfície de 640.000 m², a uns 10,5 km del centre de Dubai, a la zona de la carretera del Xeic Zayed. Fou creat el 1975 i reformat el 1984, 1989 i 1992. Actualment és a només 3 km del gratacel Burj Dubai, a 5 km de les Torres dels Emirats i a 6 km del Dubai World Trade Centre. Inclou tres llacs, 200 espècies d'ocells, i 16.924 tipus d'arbres i vegetals. El 80% de la superfície està destinat a zona de gespa o herba amb un petit bosc i un turó que permet una visió panoràmica, a la que hi ha una cascada.
El 2014 part d'aquest parc va ser enrunat per la construcció del projecte de construcció del canal de Dubai.